# Hrvatska regnikolarna deputacija
Hrvatska regnikolarna deputacija (Hrvatski kraljevinski odbor) naziv je za zastupnike Hrvatskog sabora koji su 1868. i 1873. pregovarali oko hrvatsko-ugarske nagodbe (regnikolaran - koji zastupa stanovnike kraljevine).

## Sastav 1868.
U kraljevinski odbor (regnikolarnu deputaciju) 30. siječnja 1868. izabrani su sami unionisti (mađaroni): Julije grof Janković, Ladislav grof Pejačević, Koloman Bedeković, Antun Vakanović, dr. Mirko Šuhaj, Ignjat Brlić, Jovan Živković, Josip Žuvić, Ante Stojanović, Janko Car, Pavao Batagliarini i Stjepan Vuković. Hrvatski kraljevinski odbor uputio se 27. travnja u Peštu, gdje je dugo raspravljao s ugarskim kraljevinskim odborom. Koncem srpnja 1868. odbori su uglavili Nagodbu.

## Sastav 1873.
U kraljevinski odbor 9. srpnja 1873. izabrani su: Josip Juraj Strossmayer, Ivan Mažuranić, Prandau, Matija Mrazović, Ivan Vončina, Priča, Živković, P. Horvat, Ante Jakić, Nikola Krestić, Miroslav Kraljević i Svetozar Kušević.